# Finnischer Tango (2008)
Finnischer Tango ist eine deutsche Filmkomödie aus dem Jahre 2008.

## Handlung
Alex, ein leidenschaftlicher Musiker, reist mit seiner Tangoband von Auftritt zu Auftritt. Alexs Freund Tommy stirbt bei einem Unfall mit dem gestohlenen Tourbus einer Heavy-Metal-Band. Damit ist die Band aufgelöst. Daraufhin ist Alex obdachlos und hat Schulden. Als er auch noch von der Heavy-Metal-Band verfolgt wird, taucht er in einer Behindertenwohngruppe unter.

## Produktion
Mit Michael Schuhmacher und Nele Winkler sind auch zwei Laien im Cast. Der Film wurde in Bremen gedreht. Der Film wurde am 11. Juni 2008 auf dem Festival des deutschen Films und kam am 29. August 2008 in die Kinos. Am 6. März 2009 erschien er Film auf DVD.

## Resonanz
Den Film sahen in Deutschland im Jahr 2008 weniger als 100.000 Kinobesucher.